# Kleio Valentien
Kleio Valentien (* 15. ledna 1986 Austin) je americká pornografická herečka.

## Životopis
Valentien vyrůstala na farmě v malém městečku v Texasu a vzdělávala se doma. Před zahájením pornografické kariéry byla veterinářkou a barmankou.
Tetováními začala v 18 a dnes je má po celém těle. Má taktéž dyslexii. Před odjezdem do Los Angeles v roce 2015 žila tři roky New Yorku.

## Kariéra
Valentien začala dělat nahou modelku pro výtvarnou třídu v Austinu. V roce 2009 se objevila na GodsGirls před jejím porno debutem pro společnost Burning Angel. Její první scénou byla trojka s Mr. Pete a Alec Knight, ve které se zabývala análním sexem. Z počátku používala mononym Kleio, což je název jednoho z jejích přátel, jako její umělecké jméno. Při registraci na Twitteru se rozhodla přidat i příjmení, jelikož "Kleio" nebo "Kleioxxx" byly již použity. Uživatelské jméno "Kleio Valentine" bylo taktéž použito, proto mírně změnila jeho pravopis na Valentien.